# Jævning
Jævning eller legering er et spiseligt fortykningsmiddel som almindeligvis bruges til at tykne fx sovser, supper og buddinger. Nogle jævninger ændrer ikke madens smag - og andre gør.
Mel til meljævning er fremstillet af en specifik kornsort (hvede, majs, ris eller andet) konjugeret til specifik varmebehandling, der kan øge stabilitet, konsistens og generelle funktionaliteter. Disse meltyper er modstandsdygtige over for industrielle belastninger såsom sur pH, sterilisering, fryseforhold og kan hjælpe fødevareindustrien med at formulere med naturlige ingredienser. For den endelige forbruger er disse ingredienser mere accepterede, fordi de er vist som "mel" i ingredienslisten.
Mel bruges ofte til at fortykke sovs og gryderetter. Den mest grundlæggende type fortykningsmiddel er mel blandet med vand for at lave en pasta, kaldes jævningen, som typisk blandes i en meljævner. Det skal koges grundigt ind for at undgå smagen af ukogt mel. Roux er en blanding af mel og fedt (normalt smør) kogt til en pasta, bruges til sovs, saucer og gryderetter. Korn (havregryn, couscous, farina osv.) bruges til at tykne supper. Yoghurt er populær i Østeuropa og Mellemøsten til at fortykke supper.
Supper kan også fortykkes ved at tilføje revne stivelsesholdige grøntsager før tilberedning, selvom disse vil tilføje deres egen smag. Tomatpuré tilføjer også tykkelse og smag. Æggeblommer er et traditionelt saucefortykningsmiddel i professionel madlavning; de har rig smag og tilbyder en fløjlsblød tekstur, men opnår kun den ønskede fortykkende effekt i et snævert temperaturområde. Overophedning ødelægger let sådan en sauce, hvilket kan gøre æggeblomme svær at bruge som fortykningsmiddel til amatørkokke.